# 全民槍戰
《全民槍戰(Crisis Action)》是由暢游雲端（北京）科技有限公司開發的第一人称射击游戏。

## 遊戲模式
本遊戲是第一人称射击游戏競技手機遊戲，玩家可以在不同的模式中跳躍擊殺其他玩家。這遊戲模式眾多，包括經典模式、生化模式、娛樂模式、挑戰模式、創造模式、機甲模式、排位戰場和近似《絕地求生》的生存競技模式。

《全民枪战》是由畅游云端（北京）科技有限公司研发，英雄互娱发行，于2014年发行。[1]2016年7月，英雄互娱总裁吴旦宣布陈赫将出任《全民枪战》首席创造官，负责《全民枪战》、《全民创造》的创意工作。2016年7月30日，全民枪战获得2016星耀360游戏“年度十大人气移动游戏奖”